# Nancy Rothwell
Dama Nancy Jane Rothwell DBE DL FRS FMedSci FBPhS (ur. 2 października 1955) – brytyjska fizjolog, od lipca 2010 roku prezydent i wicerektor University of Manchester, uprzednio zastępca prezydenta i wicerektora od 2007 roku. Rothwell jest również dyrektorem firmy farmaceutycznej AstraZeneca, współprzewodniczącą brytyjskiej Rady Nauki i Technologii i byłym prezydentem Królewskiego Towarzystwa Biologii.

## Edukacja
Rothwell urodziła się w Таrleton, wsi w pobliżu Preston, Lancashire. Uczęszczała do gimnazjum dla dziewcząt w Penwortham, a następnie rozpoczęła naukę w liceum, gdzie ukończyła kursy z matematyki, fizyki, chemii i sztuki. Studiowała na University of London i ukończyła z wyróżnieniem fizjologię (1976). Uzyskała tytuł doktora filozofii (1979) na Queen Elizabeth College, obecnie części King’s College London. Rothwell uzyskała tytuł doktora nauk w 1987 roku na King’s College London i tytuł doctora honoris causa nauk prawnych w 2009 roku na University of Bath.

## Badania
Wczesne badania Rothwell opisały mechanizmy regulacji bilansu energetycznego, otyłości i wyniszczenia. W 1984 roku została nagrodzona Royal Society Research Fellowship i w 1987 roku przeniosła się do Manchesteru. Otrzymała liczne granty z BBSRC. W 1994 roku została profesorem fizjologii, a w 1998 roku profesorem badań Medical Research Council. Jej obecne badania skupiają się na roli zapalenia w chorobach mózgu i ustaliły rolę cytokiny interleukiny 1 (IL-1) w różnych formach urazu mózgu. Jej badania rozpoczęły wyjaśnienie mechanizmów regulacji produkcji i działania IL-1. Jej zespół przeprowadzili pierwsze próby kliniczne zastosowania inhibitora IL-1 po wylewach.

## Kariera
Od października 2004 roku Rothwell była wiceprezydentem ds. naukowych Uniwersytetu w Manchesterze. W 2010 roku nadzorowała grupę badawczą złożoną z ok. 20 naukowców, z dużym zewnętrznym finansowaniem, kiedy ogłoszono, że od 1 lipca 2010 roku zostanie następczynią Alana Gilberta na stanowisku prezydenta i wicerektora University of Manchester. Jest opiekunem Cancer Research UK, kampanii na rzecz postępu medycznego, członkiem Rady BBSRC (Biotechnology and Biological Sciences Research Council), przewodniczącą Research Defence Society i komitetu strategii zaangażowania przy Wellcome Trust oraz dyrektorem firmy АstroZeneca. W 1998 roku udzieliła świątecznego wykładu dla Królewskiego Instytutu o Tajemnicach życia, który był transmitowany przez BBC.
W styczniu 2010 roku Rothwell została mianowana wiceprezydentem i zastępcą wicerektora uniwersytetu w Manchesterze. Z powodu choroby Alana Gilberta, to ona przejęła jego obowiązki. 21 czerwca 2010 roku została mianowana prezydentem i wicerektorem tej uczelni. Objęła stanowisko z dniem 1 lipca 2010 r., zastępując Alana Gilberta, który podał się do dymisji po prawie sześciu latach. Tym samym została pierwszą kobietą na czele University of Manchester, włączając obie instytucje, z których został on utworzony. Komentując swoje powołanie, powiedziała: "To dla mnie wielki zaszczyt i przyjemność być zaproszoną do prowadzenia uniwersytetu w tym ekscytującym czasie. Zamierzam kontynuować strategię, którą stworzyliśmy w ciągu ostatnich sześciu lat i ściśle współpracować z kolegami w celu określenia nowych priorytetów i możliwości uniwersytetu w bardzo trudnych warunkach zewnętrznych, z którymi będziemy musieli się zmierzyć w najbliższych latach."
Przewodniczący komisji zatrudnienia i przewodniczący-elekt uniwersyteckiej rady nadzorczej, Anil Ruia powiedział: "Dama Nancy wnosi swoje silne strony, perspektywę i styl do roli prezydenta i wicerektora, które pozwolą uniwersytetowi kontynuować postęp, który zrobiliśmy pod przewodnictwem profesora Alana Gilberta". W 2009 roku Rothwell została pierwszym prezydentem Towarzystwa Biologii, obecnie Królewskiego Towarzystwa Biologii.

## Nagrody i wyróżnienia
W lutym 2013 roku została uznana za 15. najbardziej wpływową kobietę w Wielkiej Brytanii przez Woman's Hour w BBC Radio 4. W maju 2013 r. była bohaterką programu BBC Radio 4 The Life Scientific i udzieliła wywiadu o swoim życiu i pracy z Jimem Al-Khalili. Rothwell została mianowana Damą Komandorem Orderu Imperium Brytyjskiego (DBE) w 2005 roku, członkiem Towarzystwa Królewskiego (FRS) w 2004, członkiem Królewskiego Towarzystwa Biologii (FRSB) i Akademii Nauk Medycznych (FMedSci). W 2003 roku otrzymała prestiżową Royal Society Pfizer Award.